# Святая Анна (гекбот, 1729)
«Святая Анна» или «Санкт-Анна» — гекбот Каспийской флотилии Российской империи, один из гекботов типа «Аграхань».

## Описание судна
Парусный трёхмачтовый гекбот с деревянным корпусом, один из 8 гекботов типа «Аграхань», строившийся в Казани в 1729 году. Длина судна составляла 24,77—24,8 метра, ширина 7,4—7,42 метра, а осадка 3,38—3,4 метра.
Второй из двух гекботов Каспийской флотилии, носивших это наименование, первый из одноименных гекботов был построен в 1723 году.

## История службы
Гекбот «Святая Екатерина» был заложен на стапеле Казанского адмиралтейства и после спуска на воду в 1729 году вошёл в состав Каспийской флотилии России.
В кампанию 1734 года совершал плавания в Каспийском море под командованием мичмана Леонтия Щелина и потерпел крушение у аграханского траншемента.